# Шкода 105 Л (група)
„Шкода 105 ел“ (впоследствие само „Шкода“ или „Skoda“) е българска пост-метъл фънк група, създадена във Велико Търново през 1997 г. от Паньо, Спууки, Паруш Д. (ударни), Цецо Хипаря (вокал), Хосе (китари), Манаси Т., по случай откриването на „Паньос Pub“. Съставът на групата неколкократно се променя, като в най-успешните им години в групата са Цецо, Хосе, Паруш, Гизмо (тромпет), Мещи (бас китара), Сашо-Ибряма (кларинет) и Марин Бозев (саксофон).

## Албуми

### 1540 кДж/л
Техният първи албум се казва „1540 кДж/л“ и е издаден през 1997 г. от Шеф Длъбойо Рекърдс (ъндърграунд лейбъл на DJ Dub Ou). Албумът има две „хитови парчета“ – „Waiting“ и „Да плюща обичам“ .

### Sountrack
Вторият им албум „Soundtrack“ е официално издаден  от Старс Рекърдс през 2001 г. съдържа 17 песни и един скрит бонус трак, като 15 от парчетата са на английски език, едно е на български език, едно („Blue cartoon“) е инструментал, a в предпоследната песен („Where we're from“) групата изразява благодарността си към хората, помогнали за записването на албума. В албума Шкода смесват суинг, реге, фънк с малко хардкор и фолклорни ритми, за да се получи изключително танцувална и лъчезарна музика.
През август 1999 г. Шкода 105 ел печелят наградата на сп. „Нов Ритъм“ за група на месеца, като награда записват песента „Wrong“ в Graffity studio.
Друга от песните в албума („Brightest Light“) е записана с участието на Белослава, самоволно действие от нейна страна, неодобрено от нейния мениджър, поради славата на музикантите от Шкода на „лоши момчета“.
След излизането на Soundtrack, който се разпространява на аудиокасета и компактдиск, групата записва видеоклипове  на песните „Предомвам“, „Tripping colors“, „Horror IV“ и „Smokin' G“, като последният за известно време през 2001 и 2002 бива неколкократно излъчван по единствената тогава българска нечалга музикална телевизия ММ.
Единственото парче с български текст е „#34“ (чете се „Номер 34“, на №34 на улица във Велико Търново е била общата квартира на музикантите), което влиза в Радиокласация топ 20  още преди издаването на албума.
„Soundtrack“ е номиниран за най-добър рок/алтернативен албум на годишните награди на телевизия ММ за 2001 г.